# Parawithius nobilis
Parawithius nobilis es una especie de arácnido del orden Pseudoscorpionida de la familia Withiidae. Presenta las subespecies Parawithius nobilis ecuadoricus y Parawithius nobilis nobilis.

## Distribución geográfica
Se encuentra en América.